# Воля (Новоусманський район)
Воля (рос. Воля) — селище у Новоусманському районі Воронезької області Російської Федерації.
Населення становить 7803 особи (2010). Входить до складу муніципального утворення Воленське сільське поселення.

## Історія
Населений пункт розташований у історичному регіоні Чорнозем'я. Від 1929 року належить до Новоусманського району, спочатку в складі Центрально-Чорноземної області, а від 1934 року — Воронезької області.
Згідно із законом від 15 жовтня 2004 року входить до складу муніципального утворення Воленське сільське поселення.

## Населення
| 1959 | 1979    | 2002  | 2008  | 2010  |
| ---- | ------- | ----- | ----- | ----- |
| 5623 | ↗10 419 | ↘7979 | ↘7892 | ↘7803 |